# Тихоокеанско-азиатский чемпионат по кёрлингу среди юниоров 2005
Тихоокеанско-азиатский чемпионат по кёрлингу среди юниоров 2005 проводился в городе Токоро (Япония) с 23 по 28 января 2005 года одновременно для мужских и женских команд. Чемпионат являлся квалификационным турниром для участия в чемпионате мира 2005 (квалифицировались по одной лучшей мужской и женской команде), проводился впервые.
В мужской и женской части чемпионата принимали участие по 5 команд.
В мужском турнире для участия в чемпионате мира квалифицирована сборная Республики Корея.
В женском турнире для участия в чемпионате мира квалифицирована сборная Китая.

## Формат соревнований
И в мужском, и в женском турнирах команды в одной группе играют между собой по круговой системе в два круга. Команды в группе ранжируются по количеству побед, при одинаковом количестве побед у двух или более команд — по результату встречи между этими командами, если команды претендуют на одно из первых трёх мест в группе (с которого могут выйти во второй этап, плей-офф) — проводится дополнительный матч между этими командами (тай-брейк). Три лучшие команды проходят во второй этап, плей-офф, проводящийся по «неполной» олимпийской системе: команды, занявшие на групповом этапе 2-е и 3-е место, встречаются в полуфинале, победитель полуфинала играет в финале с командой, занявшей на групповом этапе 1-е место.
Все матчи играются в 8 эндов. Время начала матчей указано местное (UTC+9).

## Мужской турнир

### Составы команд
| Команда          | Четвёртый         | Третий        | Второй         | Первый            | Запасной      | Тренер            |
| ---------------- | ----------------- | ------------- | -------------- | ----------------- | ------------- | ----------------- |
| Австралия        | James Saunders    | James Facey   | Ashley Banks   | Sean Slade        | Todd Hamling  | Frederic Legrand  |
| Китай            | Сюй Сяомин        | Wang Binjiang | Wang Zi        | Цзан Цзялян       |               | Чжан Вэй          |
| Новая Зеландия   | Скотт Бекер       | James Pyle    | Warren Kearney | Tim Thomas        | Anthony Brown | Шон Бекер         |
| Республика Корея | Ким Су Хёк        | Ким Чхан Мин  | Пак Чон Док    | Park Jin-Oh       | Ha Jin-Huyk   | Kim Kyung Seog    |
| Япония           | Yukihiro Murakami | Цуёси Ямагути | Tomoya Kato    | Shishihata Kazuki | Yuta Kato     | Yoshishige Meguro |

Скипы выделены полужирным шрифтом